# CR185 (Luxemburg)
De CR185 (Chemin Repris 185) is een verkeersroute in Luxemburg tussen Sandweiler en Beyren (CR134). De route heeft een lengte van ongeveer 10 kilometer.

## Routeverloop
De CR185 begint aan op de kruising met Rue de Luxembourg in Sandweiler. Deze Rue de Luxembourg is een ongenummerde weg, maar had voorheen het wegnummer N2. Door de omlegging van de N2 om Sandweiler heen, heeft Rue de Luxembourg zijn wegnummer verloren en geen ander voor terug gekregen. De CR185 gaat eerst naar het noorden om vervolgens naar het oosten richting Neuhäusgen en Munsbach te gaan. Vlak voor Munsbach daalt de route over ruim een kilometer met gemiddeld 7%. Tot deze daling was de route een licht golvende weg. In Munsbach sluit de CR185 aan op de CR132 en lift tot aan het station Munsbach mee met deze CR132. Bij station Munsbach vervolgt de CR185 zijn eigen route verder naar het oosten. Bij station Munsbach steekt de CR185 de spoorlijn Luxemburg - Wasserbillig en vervolgens het riviertje Syre over. Ten noordwesten van Beyren sluit de route aan op de CR134.
Vrijwel de gehele route gaat door bosachtig gebied heen. Uitzonderingen hierop vormen de woonkernen waar het bebouwd gebied is en een stukje ten oosten van de plaats Uebersyren waar de route tussen de open velden gaat.

## Plaatsen langs de CR185
- Sandweiler
- Neuhäusgen
- Munsbach
- Uebersyren

CR101 ·
CR102 ·
CR103 ·
CR104 ·
CR105 ·
CR106 ·
CR107 ·
CR108 ·
CR109 ·
CR110 ·
CR111 ·
CR112 ·
CR113 ·
CR114 ·
CR115 ·
CR116 ·
CR117 ·
CR118 ·
CR119 ·
CR120 ·
CR121 ·
CR122 ·
CR123 ·
CR124 ·
CR125 ·
CR126 ·
CR127 ·
CR128 ·
CR129 ·
CR130 ·
CR131 ·
CR132 ·
CR133 ·
CR134 ·
CR135 ·
CR136 ·
CR137 ·
CR138 ·
CR139 ·
CR140 ·
CR141 ·
CR142 ·
CR143 ·
CR144 ·
CR145 ·
CR146 ·
CR147 ·
CR148 ·
CR149 ·
CR150 ·
CR151 ·
CR152 ·
CR153 ·
CR154 ·
CR155 ·
CR156 ·
CR157 ·
CR158 ·
CR159 ·
CR160 ·
CR161 ·
CR162 ·
CR163 ·
CR164 ·
CR165 ·
CR166 ·
CR167 ·
CR168 ·
CR169 ·
CR170 ·
CR171 ·
CR172 ·
CR173 ·
CR174 ·
CR175 ·
CR176 ·
CR177 ·
CR178 ·
CR179 ·
CR180 ·
CR181 ·
CR182 ·
CR183 ·
CR184 ·
CR185 ·
CR186 ·
CR187 ·
CR188 ·
CR189 ·
CR190
CR200 ·
CR201 ·
CR202 ·
CR203 ·
CR204 ·
CR205 ·
CR206 ·
CR207 ·
CR208 ·
CR210 ·
CR211 ·
CR212 ·
CR213 ·
CR215 ·
CR216 ·
CR217 ·
CR218 ·
CR219 ·
CR220 ·
CR221 ·
CR222 ·
CR223 ·
CR224 ·
CR225 ·
CR226 ·
CR227 ·
CR228 ·
CR229 ·
CR230 ·
CR231 ·
CR232 ·
CR233 ·
CR234
CR301 ·
CR302 ·
CR303 ·
CR304 ·
CR305 ·
CR306 ·
CR307 ·
CR308 ·
CR309 ·
CR310 ·
CR311 ·
CR312 ·
CR313 ·
CR314 ·
CR315 ·
CR316 ·
CR317 ·
CR318 ·
CR319 ·
CR320 ·
CR321 ·
CR322 ·
CR323 ·
CR324 ·
CR325 ·
CR326 ·
CR327 ·
CR328 ·
CR329 ·
CR330 ·
CR331 ·
CR332 ·
CR333 ·
CR334 ·
CR335 ·
CR336 ·
CR337 ·
CR338 ·
CR339 ·
CR340 ·
CR341 ·
CR342 ·
CR343 ·
CR344 ·
CR345 ·
CR346 ·
CR347 ·
CR348 ·
CR349 ·
CR350 ·
CR351 ·
CR352 ·
CR353 ·
CR354 ·
CR355 ·
CR356 ·
CR357 ·
CR358 ·
CR359 ·
CR360 ·
CR361 ·
CR362 ·
CR364 ·
CR365 ·
CR366 ·
CR367 ·
CR368 ·
CR369 ·
CR370 ·
CR371 ·
CR372 ·
CR373 ·
CR374 ·
CR375 ·
CR376 ·
CR377 ·
CR378 ·
CR379
Routes die cursief vermeld staan, zijn voormalige routes.